# Grow (Lied)
Grow (englisch für Wachsen) ist ein englischsprachiger Popsong, der vom surinamischen Sänger Jeangu Macrooy interpretiert wurde. Er schrieb ihn zusammen mit Pieter Perquin. Mit dem Titel sollte Macrooy die Niederlande beim Eurovision Song Contest 2020 in Rotterdam vertreten.

## Hintergrund und Produktion
Im Januar 2020 verkündete die niederländische Rundfunkanstalt AVROTROS, dass der surinamesische Musiker Jeangu Macrooy die Niederlande als Gastgeber beim kommenden Eurovision Song Contest vertreten werde. Am 4. März wurde sein Wettbewerbstitel Grow das erste Mal der Öffentlichkeit präsentiert.
Den Titel schrieb er mit Pieter Perquin, letzterer produzierte und mischte ihn auch ab. Das Albumcover wurde von Anton Corbijn fotografiert.

## Musik und Text
Grow trage autobiografische Einflüsse. Es handle sich um die persönliche Geschichte über das Älterwerden sowie um die Herausforderung, auf der Suche nach sich selbst zu sein. Die Zeile „The more I learn, the less I know“ (deutsch „Je mehr ich lerne, desto weniger weiß ich“) bedeute, dass es keine Anleitung für das Leben gebe. Man solle über die Höhen und Tiefen im Leben offen und ehrlich sein, so könne man fortschreiten und sich näher zu sich selbst bringen. Es gebe keinen einheitlichen und klaren Pfad zum Glück.

“Emoties, goede en slechte, vormen een universele taal. Ik hoop dat mensen zich door dit nummer iets minder eenzaam voelen in hun zoektocht naar geluk. Ik denk dat openheid en eerlijkheid over hoe we ons echt voelen, ons uiteindelijk dichter bij elkaar brengt.”

„Gute sowie schlechte Emotionen bilden eine universelle Sprache. Ich hoffe, dass sich diejenigen, die auf der Suche nach dem Glück sind, sich mit diesem Lied weniger einsam fühlen. Ich denke, dass Offenheit und Ehrlichkeit über unsere wirklichen Gefühle uns letztendlich näher zusammenbringen.“

Der Titel ist in zwei Strophen aufgebaut. Der Refrain wird danach jeweils wiederholt. Danach folgt die Bridge, welche in das Outro übergeht, welches das titelgebende Grow enthält. Der Interpret wird im ersten Teil des Titels lediglich von einer Orgel begleitet. Gegen Ende der zweiten Strophe wird er durch einen Chor unterstützt. Die Instrumentierung wird erst im Outro intensiver, u. a. durch den stetigen Aufbau von Perkussion.

## Beim Eurovision Song Contest
Als Gastgeberland wären die Niederlande automatisch für das Finale des Eurovision Song Contest 2020 qualifiziert gewesen. Aufgrund der fortschreitenden COVID-19-Pandemie wurde der Wettbewerb jedoch abgesagt. Der Auftritt sollte unter der Regie von Hans Pannecoucke geführt werden.

## Rezeption
Lenny Kuhr sagte, Grow sei kein gewöhnliches ESC-Lied, aber sehr gut gesungen. Stefan Raatgever der Zeitung Het Parool ist der Ansicht, dass im Gegensatz zu anderen Grand-Prix-Siegern die Niederlande einen würdigen Nachfolger auf ihren Gewinnerbeitrag schicken würden. Das Lied sei nicht jedermanns Sache, aber eines, das in Rotterdam definitiv aufgefallen wäre.
ESCXtra kritisierte einerseits die Struktur des Titels, trotz des guten Gesanges Macrooys. Andererseits wurde gelobt, dass man mit dem Titel ein Risiko einginge. Eurovisionary meinte, dass Macrooy bessere Lieder in seinem Repertoire habe. Dennoch wurde der Titel überwiegend positiv aufgenommen.

## Veröffentlichung
Das Musikvideo wurde unter Joe Roberts als Regisseur gedreht. Am 1. Mai 2020 wurden zwei Liveversionen veröffentlicht: zum einen eine Aufnahme einer Akustikversion aus dem Concertgebouw Amsterdam, zum anderen eine Performance mit Band, aufgenommen im Rotterdam Ahoy.

## Chartplatzierungen
| ChartsChartplatzierungen  | Höchstplatzierung | Wochen |
| ------------------------- | ----------------- | ------ |
| Niederlande (Media Markt) | 29 (3 Wo.)        | 3      |